# Roscoe G. Dickinson
Pour les articles homonymes, voir Dickinson.
Roscoe Gilkey Dickinson (3 mai 1894 - 13 juillet 1945) est un chimiste américain, connu principalement pour ses travaux sur la cristallographie aux rayons X. En tant que professeur de chimie au California Institute of Technology (Caltech), il est le directeur de thèse du lauréat du prix Nobel Linus Pauling et d'Arnold Orville Beckman, inventeur du pH-mètre.
Dickinson fait ses études de premier cycle au Massachusetts Institute of Technology et, en 1920, devient la première personne à recevoir un doctorat de Caltech (qui a récemment changé son nom de Throop College). Pour sa thèse, il étudie les structures cristalines de la wulfénite, de la scheelite, du chlorate de sodium et du bromate de sodium, sous la direction d'Arthur Amos Noyes.